# Đại Moravia

Thanh kiếm Moravian vĩ đại từ Blatnica, được khai quật vào thế kỷ 19, ban đầu được hiểu là một thiết bị chôn cất từ một ụ "ducal"

Đại Moravia (tiếng Latinh: Regnum Marahensium; tiếng Hy Lạp: Μεγάλη Μοραβία, Meghálī Moravía; tiếng Séc: Velká Morava [ˈvɛlkaː ˈmorava]; tiếng Slovak: Veľká Morava [ˈvɛʎkaː ˈmɔrava]; tiếng Ba Lan: Wielkie Morawy), Đế chế Moravian vĩ đại,  hay đơn giản là Moravia,    là quốc gia lớn đầu tiên gồm chủ yếu là người Tây Slav nổi lên ở khu vực Trung Âu,  ngày nay là lãnh thổ của các quốc gia Séc, Slovakia, Ba Lan (bao gồm Silesia), Hungary và có lẽ cả Serbia (Vojvodina). Quốc gia duy nhất có trước nó trong các lãnh thổ này là Đế chế Samo được biết đến từ năm 631 đến 658 sau Công nguyên. Do đó, Đại Moravia là quốc gia chung đầu tiên của các bộ lạc Slav mà sau này được gọi là Séc và Slovak và sau đó hình thành Tiệp Khắc.
Lãnh thổ cốt lõi của nó là khu vực hiện được gọi là Moravia ở phía đông của Séc cùng với sông Morava, nơi đặt tên của nó cho vương quốc. Vương quốc đã chứng kiến sự phát triển của văn hóa văn học Slavic đầu tiên trong ngôn ngữ Slavonic của Giáo hội cũ cũng như sự mở rộng của Kitô giáo sau khi St. Cyril và St. Methodius xuất hiện vào năm 863 và tạo ra bảng chữ cái Glagolitic, bảng chữ cái đầu tiên dành riêng sang một ngôn ngữ Slav. Glagolitic sau đó đã được thay thế bằng một Cyrillic đơn giản hơn. Nhiệm vụ văn hóa Cyrillo-Methodian có tác động đáng kể đến hầu hết các ngôn ngữ Slav và là cội nguồn của bảng chữ cái Cyrillic hiện đại.
Moravia đạt đến phạm vi lãnh thổ lớn nhất của nó dưới thời bá tước Svätopluk I (Svatopluk trong tiếng Séc), người trị vì từ 870 đến 894. Mặc dù biên giới của đế chế của ông không thể được xác định chính xác, ông đã kiểm soát các lãnh thổ cốt lõi của Moravia cũng như các khu vực lân cận khác, bao gồm cả Bohemia, hầu hết Slovakia và một phần của Slovenia, Hungary, Ba Lan và Ukraina, trong một số thời kỳ trị vì của ông. Chủ nghĩa ly khai và xung đột nội bộ nổi lên sau cái chết của Svätopluk đã góp phần làm sụp đổ Đại Moravia, nơi bị tràn ngập bởi những người Hungary, những người sau đó bao gồm lãnh thổ của Slovakia ngày nay trong lãnh thổ của họ. Ngày chính xác của sự sụp đổ của Đại Moravia vẫn chưa được biết, nhưng nó đã xảy ra giữa năm 902 và 907.
Moravia đã trải qua sự phát triển văn hóa quan trọng dưới thời vua Rastislav, với sự xuất hiện của 863 nhiệm vụ của Saints Cyril và Methodius. Sau khi yêu cầu của ông cho các nhà truyền giáo đã bị từ chối ở Rome, Rastislav đã yêu cầu hoàng đế Byzantine gửi một "giáo viên" (učiteľ) để giới thiệu xóa mù chữ và một hệ thống pháp lý (Pravüda) cho Đại Moravia. Yêu cầu đã được cấp. Hai anh em truyền giáo Cyril và Methodius đã giới thiệu một hệ thống chữ viết (bảng chữ cái Glagolitic) và phụng vụ Slavon, cuối cùng chính thức được Giáo hoàng Adrian II chấp thuận. Các chữ cái Glagolitic có thể được Cyril sáng tác và ngôn ngữ ông sử dụng cho bản dịch các sách kinh Thánh và sáng tạo văn học ban đầu của ông được dựa trên phương ngữ Slav Thessaloniki mà ông và anh trai Methodius đã biết từ nhỏ. Ngôn ngữ này, được gọi là tiếng Slav Giáo hội cổ, là ngôn ngữ tổ tiên trực tiếp của tiếng Bulgaria, và do đó cũng được gọi là tiếng Bulgaria cũ. Do đó, tiếng Slav Giáo hội cổ, khác một chút so với phương ngữ Slav địa phương của Đại Moravia, là thành ngữ tổ tiên của các phương ngữ sau này được nói ở Moravia và phía tây Slovakia.
Sau đó, các môn đệ của Cyril và Methodius đã bị vua Svätopluk I, người đã định hướng lại Đế chế cho Kitô giáo phương Tây, trục xuất khỏi Đại Moravia. Tuy nhiên, việc trục xuất này đã có tác động đáng kể đến các quốc gia nơi các môn đệ định cư và từ đó tiếp tục các sứ mệnh truyền giáo - đặc biệt là Đông Nam Âu, trước hết là Bulgaria và sau đó là Đông Âu. Đến Đế quốc Bulgaria đầu tiên, các môn đệ tiếp tục sứ mệnh Cyrilo-Methodia và chữ cái Glagolitic được thay thế bằng chữ cái Cyril sử dụng một số chữ cái của nó. Bảng chữ cái Cyrillic ban đầu được phát triển trong thế kỷ thứ 9 sau Công nguyên tại Trường Văn học Preslav. Chữ cái Cyril và bản dịch phụng vụ đã được phổ biến đến các quốc gia Slav khác, đặc biệt là ở vùng Balkan và Rus Kiev, vạch ra một con đường mới trong sự phát triển văn hóa của các quốc gia Slav này và thiết lập bảng chữ cái Cyril khi chúng được biết đến ở Bulgaria, Belarus, Bosnia và Herzegovina, Mông Cổ, Montenegro, Bắc Macedonia, Nga, Serbia và Ukraina.